# Lot ubriacato dalle figlie (Guidobono)
Lot ubriacato dalle figlie è un dipinto ad olio su tela di Bartolomeo Guidobono dell'ultimo decennio del XVII secolo conservato ai Musei di Strada Nuova di Genova.

## Storia e provenienza
Il dipinto fa parte di una serie di quattro tele dedicate alle storie di Abramo e di Lot, tutte conservate nel salone del II piano nobile a Palazzo Rosso. La documentazione inerente alla famiglia Brignole, riporta un pagamento di 124 lire e sei soldi a Domenico Piola per quattro sovrapporta effettuato il 31 dicembre 1689. La realizzazione della tela in questione è quindi databile ai primi anni dell'ultimo decennio del XVII secolo. La somma esigua non ha una motivazione ben chiara, specie se confrontata con il versamento effettuato del committente, Gio. Francesco II Brignole-Sale, a Bartolomeo stesso per la realizzazione delle quattro opere. Il ruolo di Piola in questa transazione non viene esplicitato in nessun documento, ma sono noti i rapporti che legano le due famiglie dei pittori, e i Piola coinvolsero Bartolomeo nel cantiere decorativo di Palazzo Rosso già a partire dal suo avvio, nel 1687. Il dipinto entra nel 1874 nelle collezioni civiche genovesi grazie alla donazione di Maria Brignole-Sale De Ferrari, ultima discendente della famiglia.

## Descrizione
L’iconografia riporta uno dei momenti della storia del patriarca biblico Lot, che si stabilì a Sodoma durante il viaggio verso la terra promessa. Quando Dio decise di punire gli abitanti della città per i loro comportamenti peccaminosi, Lot venne avvisato dagli angeli e trovò riparo in una caverna insieme alle due figlie mentre la città veniva distrutta. Non essendo rimasto in vita nessun uomo, la figlia maggiore suggerì a quella minore di ubriacare il padre per indurlo a giacere con loro assicurandosi così una progenie (Genesi 19, 33-36) da cui, secondo la tradizione biblica, ebbero origine i popoli dei Morabiti e degli Ammoniti.
La collocazione nei sovrapporta del salone spiega le scelte compositive di Bartolomeo che realizza una prospettiva dal basso verso l'alto e figure di grandi dimensioni in modo che siano visibili anche da una distanza maggiore. La scelta tematica legata alle vicende di Abramo e Lot, potrebbe essere stata determinata dal fatto che, anche nella famiglia Brignole-Sale, solamente uno dei due fratelli, Gio. Francesco, ebbe discendenza maschile.
La scena si svolge in una caverna con le pareti ricoperte da un fitto fogliame. Lot siede a terra con il busto inclinato verso destra e cinge le spalle di una delle figlie, mentre con l'altra porge la coppa alla sorella intenta a versare il vino. In primo piano spicca una vivida natura morta, mentre sullo sfondo in alto a destra è ben visibile la città di Sodoma lambita dalle fiamme. L''espressione sensuale e maliziosa delle due fanciulle riprende la grazia dei modelli di Correggio che Bartolomeo poté ammirare personalmente durante il suo viaggio a Parma. Le quattro tele sono fra le più pregevoli opere realizzate dall'artista a partire dal giudizio di Carlo Giuseppe Ratti, che annoverò i dipinti fra i migliori mai creati da dall'artista. La resa stilistica armonica, unita alla coerenza tematica, rendono il nucleo dei sovrapporta omogeneo e caratterizzato da modellati morbidi che emergono da fondali scuri attraverso impasti cromatici soffici e delicati. Lot ubriacato dalle figlie è stata restaurata nel 2003 da Barbara Faravelli Cambiaso.